# Bert (Name)
Bert ist ein Familienname und ein Vorname, der insbesondere als Kurzform der männlichen Vornamen Adalbert, Hubert, Berthold, Herbert, Engelbert, Bertram, Norbert oder Robert vorkommt.

## Herkunft und Bedeutung des Namens
althochdeutsch berath: glänzend, berühmt

## Varianten
- männlich: Bertel, Berti, Bertl
- weiblich: Berta

Variationen von Bert als Namensbestandteil weiterer Namen sind Adelbert, Albert, Aribert, Bertin, Bertolt, Bertold, Bertrand, Bertolucci, Charibert, Colbert, Cunibert, Dagobert, Dilbert, Eckbert, Ebert, Egbert, Edelbert, Engelbert, Friedbert, Gilbert (Vorname), Gisbert, Giselbert, Gosbert, Hartbert, Helmbert, Herbert, Heribert, Hilbert, Hubert, Humbert, Ingbert, Kunibert, Lambert, Norbert, Osbert, Rembert, Rigobert, Robert, Siegbert, Ulfberht, Wigbert, Wilbert.

## Namensträger

### Vorname
- Bert Bilzer (1913–1980), deutscher Kunsthistoriker
- Bert Brecht (1898–1956), deutscher Lyriker und Dramatiker, siehe Bertolt Brecht
- Bert Cöll (* 1948), deutscher Schauspieler und Synchronsprecher
- Bert De Cleyn (1917–1990), belgischer Fußballspieler
- Bert Franzke (* 1946),  deutscher Schauspieler, Synchron- und Hörspielsprecher
- Bert Gerresheim (1935–2025), deutscher Bildhauer
- Bert Haanstra (1916–1997), niederländischer Regisseur, Autor und Filmproduzent
- Bert Kaempfert (1923–1980), deutscher Musiker
- Bert Layne (1889–1982), US-amerikanischer Fiddler
- Bert van Marwijk (* 1952), niederländischer Fußballtrainer
- Bert Metz (* 1945), niederländischer Klimatologe
- Bert Poulheim (1952–2006), deutscher Komponist
- Bert Rürup (* 1943), deutscher Wirtschaftswissenschaftler
- Bert Sakmann (* 1942), deutscher Mediziner
- Bert Stevens (* 1951), deutscher Bühnen- und Fernsehschauspieler
- Bert Trautmann (1923–2013), deutscher Fußballspieler
- Bert Wijbenga (* 1964), niederländischer Politiker, Manager und Polizist
- Bert Wollersheim (* 1951), deutscher Bordellbetreiber

### Familienname
- Eddie Bert (1922–2012), US-amerikanischer Jazzposaunist
- Jacques Bert (1923–2006), belgischer Schriftsteller, siehe Jacques Sternberg
- Jacques Bert (Schauspieler) (Gilbert Cullens; * 1937), Schweizer Schauspieler
- Lore Bert (* 1936), deutsche Künstlerin
- Malcolm C. Bert (1902–1973), US-amerikanischer Szenenbildner und Artdirector
- Margita Bert (* 1940), deutsche Medizinerin
- Paul Bert (1833–1886), französischer Physiologe und Politiker
- Sascha Bert (* 1976), deutscher Rennfahrer

### Künstlername
- Bert (1945–2012), deutscher Schlagersänger, siehe Cindy & Bert

### Kunstfiguren
- Bert, Figur aus der Sesamstraße, siehe Sesamstraße #Ernie und Bert
- Bert Ljung aus der Kinderbuchreihe Berts Katastrophen
- Bert, die Schildkröte aus dem amerikanischen Zivilverteidigungsfilm Duck and Cover